# Bolechów (Oława)
Bolechów (deutsch Bulchau) ist ein Dorf in Niederschlesien. Der Ort liegt in der Gmina Oława im Powiat Oławski in der polnischen Woiwodschaft Niederschlesien.

## Geographie

### Geographische Lage
Das Angerdorf Bolechów liegt neun Kilometer südwestlich des Gemeindesitzes und der Kreisstadt Oława (Ohlau) und rund 38 Kilometer südöstlich der Woiwodschaftshauptstadt Breslau. Der Ort liegt in der Nizina Śląska (Schlesische Tiefebene) innerhalb der Równina Wrocławska (Breslauer Ebene). 

### Nachbarorte
Nachbarorte von Bolechów sind im Westen Brzezimierz (Wüstebriese), im Nordosten Niwnik (Niefnig) und im Südosten Drzemlikowice (Jakobine).

## Geschichte

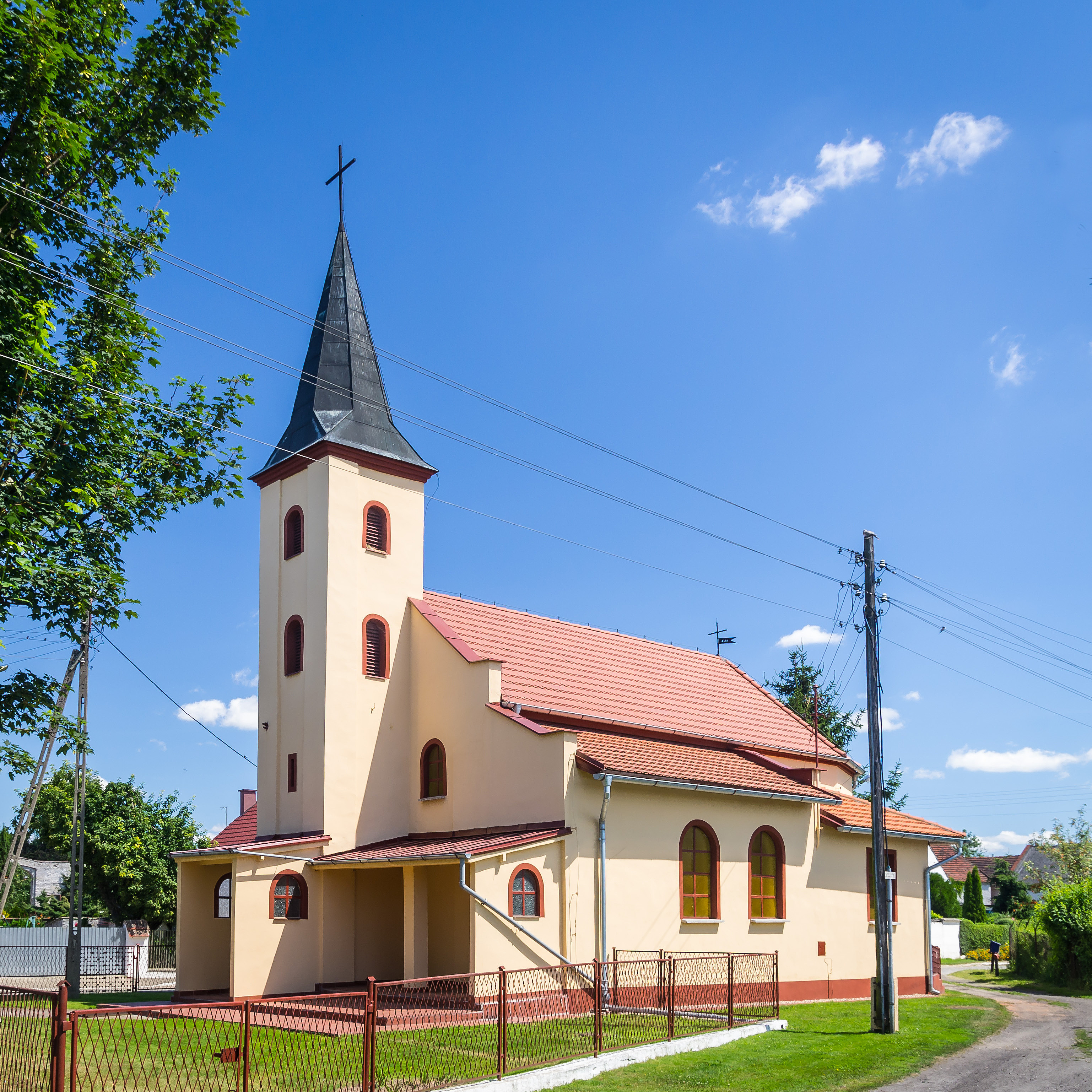
Kirche der Heiligsten Jungfrau Maria Königin von Polen

Das Dorf wurde um 1250 nach deutschem Recht ausgesetzt. Erstmals erwähnt wurde der Ort 1285 als Bolechovo. 1312 erfolgte eine Erwähnung als Bolchow.
Nach dem Ersten Schlesischen Krieg 1742 fiel Bulchau zusammen mit dem größten Teil Schlesiens an Preußen. 1783 zählte der Ort eine Schule, 10 Bauern- und 21 Häuslerstellen sowie 187 Einwohner.
Nach der Neugliederung Preußens gehörte die Landgemeinde Bulchau ab 1815 zur Provinz Schlesien und war ab 1816 dem Landkreis Ohlau eingegliedert. 1874 wurde der Amtsbezirk Jacobine gegründet, welcher die Landgemeinden Bulchau, Dremling, Jacobine und Niefnig und den Gutsbezirk Jacobine umfasste. 1885 zählte der Ort 185 Einwohner.
1933 zählte Bulchau 186, 1939 wiederum 174 Einwohner. Bis 1945 befand sich der Ort im Landkreis Ohlau.
Als Folge des Zweiten Weltkriegs fiel Bulchau wie fast ganz Schlesien 1945 an Polen, wurde in Bolechów umbenannt und der Woiwodschaft Breslau angegliedert. Die deutsche Bevölkerung wurde, soweit sie nicht vorher geflohen war, weitgehend vertrieben. Die neu angesiedelten Bewohner waren zum Teil Heimatvertriebene aus Ostpolen. 1999 kam der Ort zum Powiat Oławski in der Woiwodschaft Niederschlesien.

## Sehenswürdigkeiten
- Römisch-katholische Kirche der Heiligsten Jungfrau Maria Königin von Polen (poln. Kościół Maryi Królowej Polski)
- Evangelischer Friedhof mit erhaltenen deutschen Grabmälern
- Bildstöcke

## Vereine
- Freiwillige Feuerwehr OSP Bolechów

## Söhne und Töchter des Ortes
- Albert Horn (1840–1921), deutscher Jurist und Politiker